# Валищево (Московская область)
Валищево — деревня в городском округе Подольск Московской области России.
До 2015 года входила в состав сельского поселения Лаговское Подольского района; до середины 2000-х годов — в Лаговский сельский округ.

## Население
Согласно Всероссийской переписи, в 2002 году в деревне проживало 80 человек (32 мужчины и 48 женщин). По данным на 2005 год в деревне проживало 77 человек.

## Расположение

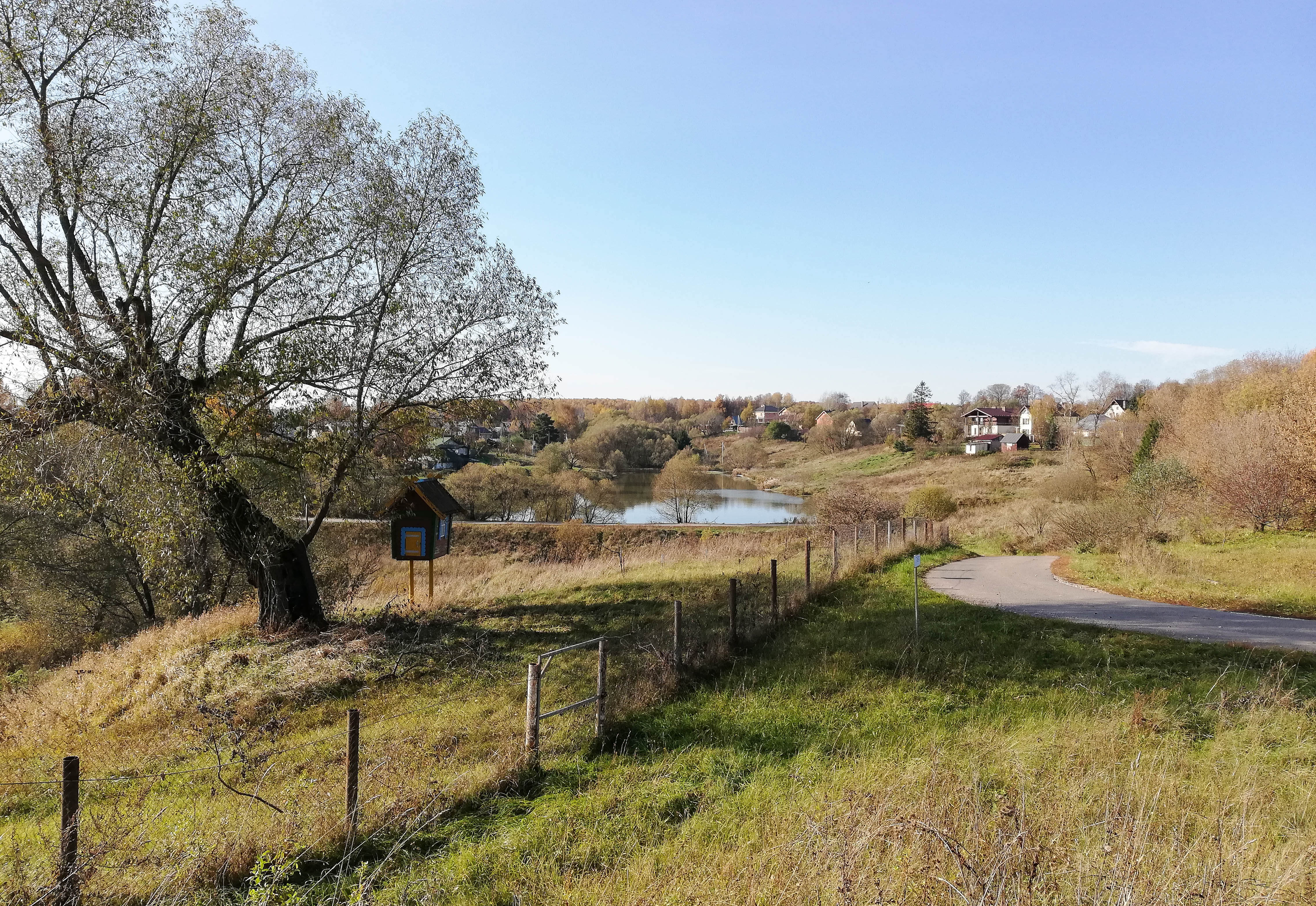
Деревня Валищево. Вид с окраины деревни

Деревня Валищево расположена у Московского малого кольца примерно в 14 км к юго-востоку от центра города Подольска. Ближайшие населённые пункты — деревни Меньшово, Александровка и Борьево. Рядом с деревней Валищево протекает река Рожайка.

## История
Деревня Валищево известна с XVIII века. Тогда она принадлежала государственному конюшенному ведомству. Своё название деревня получила по фамилии или прозвищу «Валище». В начале XIX века в деревне было около 70 дворов и более 400 жителей. По данным 1859 года в деревне было 67 дворов и 429 жителей. В 1907—1919 годах в Валищеве по проекту архитектора С. М. Жарова была построена Успенская церковь.
В настоящее время в деревне есть газ, водопровод, уличное освещение, дорога с твёрдым покрытием, два магазина. До деревни Валищево ходит автобус от станции Подольск Курского направления МЖД.
В июле в деревне проводится фестиваль исторической реконструкции «Городецкое гульбище».
Административно-территориальная принадлежность
- 1861 — 1 (14) сентября 1917 года — деревня Шебанцевской волости Подольского уезда Московской губернии Российской империи.
- 1 (14) сентября 1917 — 18 (31) января 1918 года — деревня Шебанцевской волости Подольского уезда Московской губернии Российской республики.
- 18 (31) января 1918 — 30 декабря 1922 года — деревня Шебанцевской волости Подольского уезда Московской губернии РСФСР.
- 30 декабря 1922 — 12 июля 1929 года — деревня Шебанцевской волости Подольского уезда Московской губернии (до 14 января 1929 года), Центрально-Промышленной (с 14 января по 3 июня 1929 года) и Московской (с 3 июня 1929 года) области РСФСР СССР (по данным 1926 года — в составе Валищевского сельсовета).
- 12 июля 1929 — 14 июня 1954 года — деревня Валищевского сельсовета Подольского района Московской области РСФСР СССР (до 23 июля 1930 года район был в составе Московского округа).
- 14 июня 1954 — 26 декабря 1956 года — деревня Сынковского сельсовета Подольского района Московской области РСФСР СССР.
- 26 декабря 1956 — 15 июня 1959 года — деревня Львовского сельсовета Подольского района Московской области РСФСР СССР.
- 15 июня 1959 — 1 февраля 1963, 11 января 1965 — 26 декабря 1991 года — деревня Лаговского сельсовета Подольского района Московской области РСФСР СССР.
- 1 февраля 1963 — 11 января 1965 года — деревня Лаговского сельсовета Ленинского укрупнённого сельского района Московской области РСФСР СССР.
- 26 декабря 1991 — 3 февраля 1994 года — деревня Лаговского сельсовета Подольского района Московской области РФ.
- 3 февраля 1994 — 29 ноября 2006 года — деревня Лаговского сельского округа Подольского района Московской области РФ.
- 29 ноября 2006 — 3 июля 2015 года — деревня Лаговского территориального отдела Подольского района Московской области РФ.
- 3 — 13 июля 2015 года — деревня города Подольск и Подольского района Московской области РФ.
- С 13 июля 2015 года по настоящее время — деревня города Подольск Московской области РФ.

Муниципальная принадлежность
- 28 февраля 2005 — 1 июня 2015 года — деревня сельского поселения Лаговское Подольского муниципального района Московской области РФ.

- С 1 июня 2015 года — деревня городского округа Подольск Московской области РФ.

## Достопримечательности

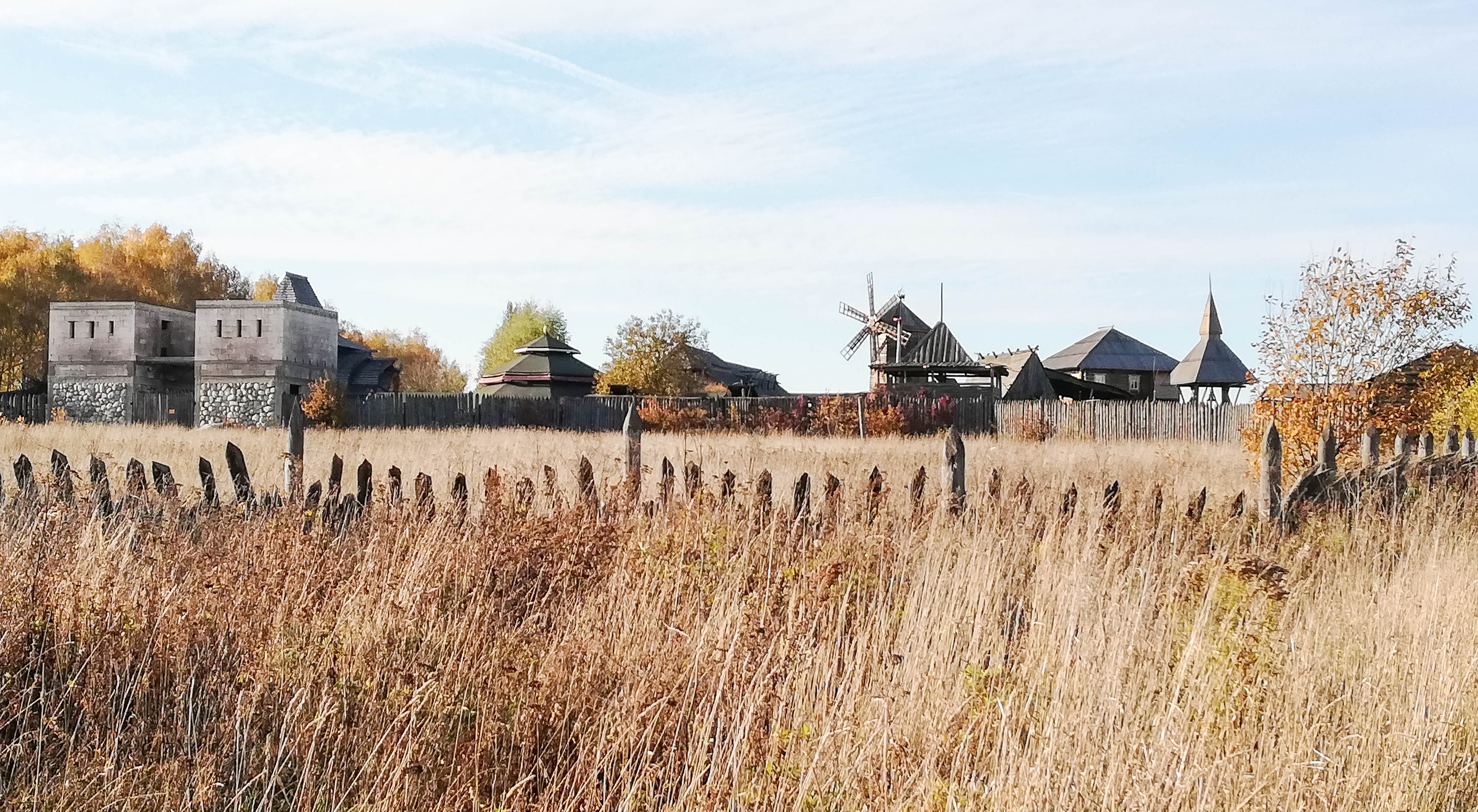
«Славянский кремль» — частный музей недалеко от Валищево

- В деревне Валищево расположена церковь Успения Пресвятой Богородицы. Пятиглавая церковь с двумя боковыми приделами была построена в 1907—1919 годах. По своей архитектуре относится к русскому стилю. В 1920-х годах была закрыта, в 1990 году открыта вновь. Церковь Успения Пресвятой Богородицы является памятником архитектуры местного значения[5].

- В 2005 году недалеко от деревни был построен комплекс Славянский кремль, где проходят ежегодные этнографические, исторические, культурологические и музыкальные фестивали[6].